# To the Faithful Departed
Albums de The Cranberries
No Need to Argue
(1994) Bury the Hatchet
(1999)
Singles
1. Salvation
Sortie : 6 avril 1996
2. Free to Decide
Sortie : 25 août 1996
3. When You're Gone
Sortie : 12 novembre 1996
4. Hollywood
Sortie : 1er mai 1997

To the Faithful Departed est le troisième album studio du groupe de rock alternatif Irlandais The Cranberries, paru en 1996.
L'album est dédié à Danny Cordell, un ami du groupe, et à Joe, grand-père de Dolores O'Riordan, morts tous les deux cette année-là. Randy Raine-Reusch participe à Free to Decide où il joue du khène.

## Liste des titres
Toutes les paroles sont écrites par Dolores O'Riordan.
| No  | Titre                   | Musique               | Durée |
| --- | ----------------------- | --------------------- | ----- |
| 1.  | Hollywood               | O'Riordan             | 5:08  |
| 2.  | Salvation               | O'Riordan, Noel Hogan | 2:23  |
| 3.  | When You're Gone        | O'Riordan             | 4:56  |
| 4.  | Free to Decide          | O'Riordan             | 4:25  |
| 5.  | War Child               | O'Riordan             | 3:50  |
| 6.  | Forever Yellow Skies    | O'Riordan             | 4:09  |
| 7.  | The Rebels              | O'Riordan             | 3:20  |
| 8.  | Intermission            | O'Riordan, Hogan      | 2:08  |
| 9.  | I Just Shot John Lennon | O'Riordan, Hogan      | 2:41  |
| 10. | Electric Blue           | O'Riordan             | 4:51  |
| 11. | I'm Still Remembering   | O'Riordan             | 4:48  |
| 12. | Will You Remember?      | O'Riordan, Hogan      | 2:49  |
| 13. | Joe                     | O'Riordan             | 3:22  |
| 14. | Cordell                 | O'Riordan             | 3:41  |
| 15. | Bosnia                  | O'Riordan             | 5:40  |

## Crédits
- Dolores O'Riordan - chants, guitare, claviers
- Mike Hogan - basse
- Noel Hogan - guitare
- Fergal Lawler - batterie

## Classements et certifications
| Classement musical                    | Meilleure position |
| ------------------------------------- | ------------------ |
| Allemagne (Media Control Charts)      | 2                  |
| Australie (ARIA)                      | 1                  |
| Autriche (Ö3 Austria Top 40)          | 5                  |
| Belgique (Flandre Ultratop)           | 4                  |
| Belgique (Wallonie Ultratop)          | 1                  |
| Canada (Canadian Albums Chart)        | 5                  |
| États-Unis (Billboard 200)            | 4                  |
| Finlande (Suomen virallinen lista)    | 2                  |
| France (SNEP)                         | 1                  |
| Italie (FIMI)                         | 2                  |
| Norvège (VG-lista)                    | 3                  |
| Nouvelle-Zélande (RIANZ)              | 1                  |
| Pays-Bas (Mega Album Top 100)         | 3                  |
| Royaume-Uni (UK Albums Chart)         | 2                  |
| Royaume-Uni (UK Rock and Metal Chart) | 1                  |
| Suède (Sverigetopplistan)             | 1                  |
| Suisse (Schweizer Hitparade)          | 3                  |

| Pays             | Ventes      | Certifications |
| ---------------- | ----------- | -------------- |
| Allemagne        | 250 000 +   | Or             |
| Australie        | 140 000 +   | 2 × Platine    |
| Autriche         | 25 000 +    | Or             |
| Belgique         | 25 000 +    | Or             |
| Canada           | 300 000 +   | 3 × Platine    |
| Espagne          | 100 000 +   | Platine        |
| États-Unis       | 2 000 000 + | 2 × Platine    |
| France           | 300 000 +   | Platine        |
| Norvège          | 50 000 +    | Platine        |
| Nouvelle-Zélande | 15 000 +    | Platine        |
| Pologne          | 50 000 +    | Or             |
| Royaume-Uni      | 100 000 +   | Or             |
| Suède            | 50 000 +    | Or             |
| Suisse           | 25 000 +    | Or             |

## Nouvelle version
Comme les deux albums précédents, To the Faithful Departed a été ressorti en 2002 avec les morceaux supplémentaires suivants :
| No  | Titre                                                                                           | Durée |
| --- | ----------------------------------------------------------------------------------------------- | ----- |
| 16. | The Picture I View                                                                              | 2:28  |
| 17. | Ave Maria (live avec Luciano Pavarotti)                                                         | 4:13  |
| 18. | Go Your Own Way (reprise de Fleetwood Mac)                                                      | 4:03  |
| 19. | God Be with You (issu de la bande son originale de Ennemis rapprochés, Dolores O'Riordan seule) | 3:34  |